# Situation Kunst

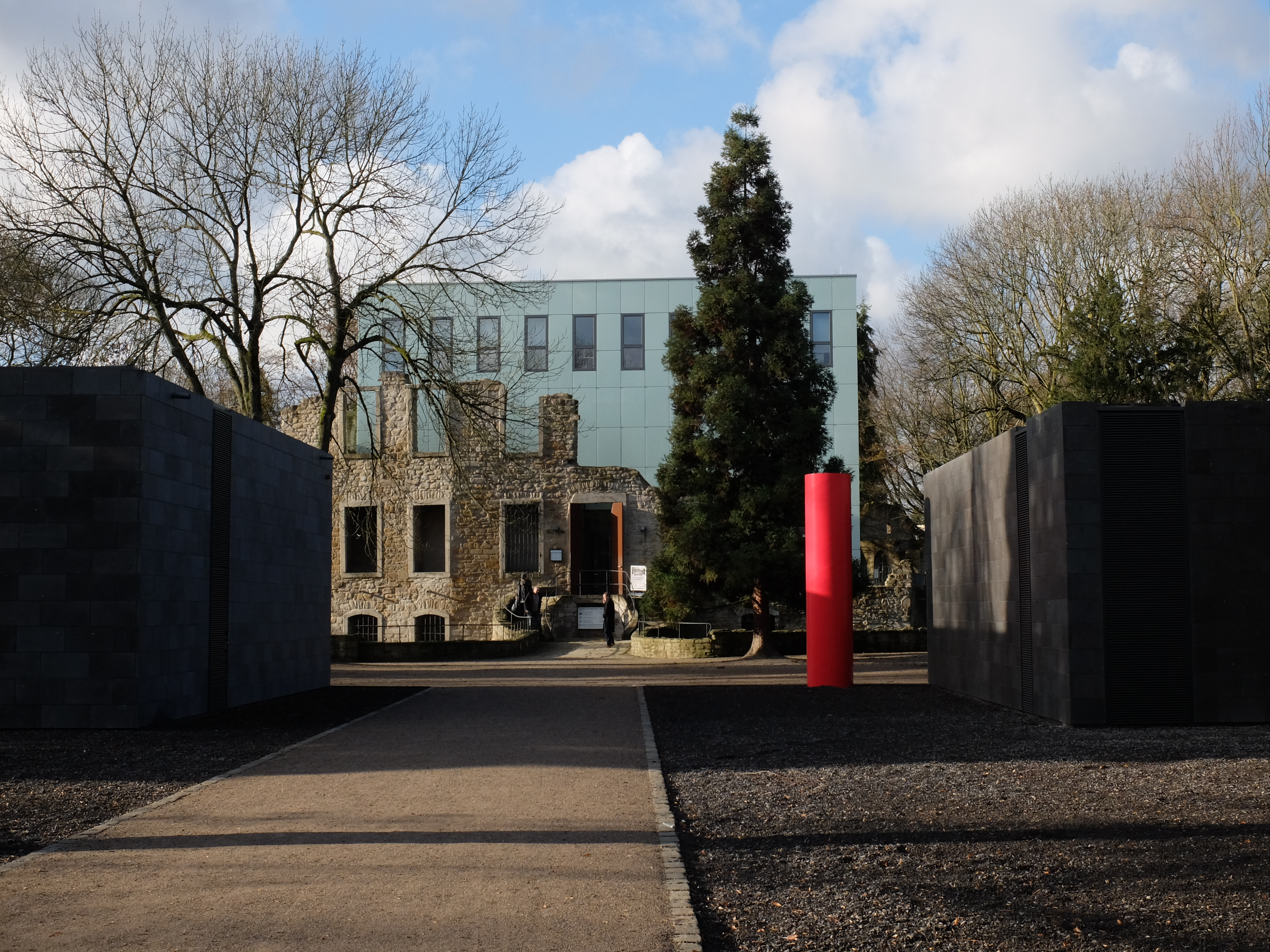
Haus Weitmar, Situation Kunst und Museum unter Tage (Foto 2015)

Die Situation Kunst (für Max Imdahl) ist ein Kunstmuseum im Park von Haus Weitmar im Bochumer Stadtteil Weitmar mit einer Dauerausstellung bedeutender Werke der Gegenwartskunst. Das Gebäudeensemble ist so konzipiert, dass sich Kunst, Architektur und Natur dialogisch aufeinander beziehen.

## Geschichte und Sammlung

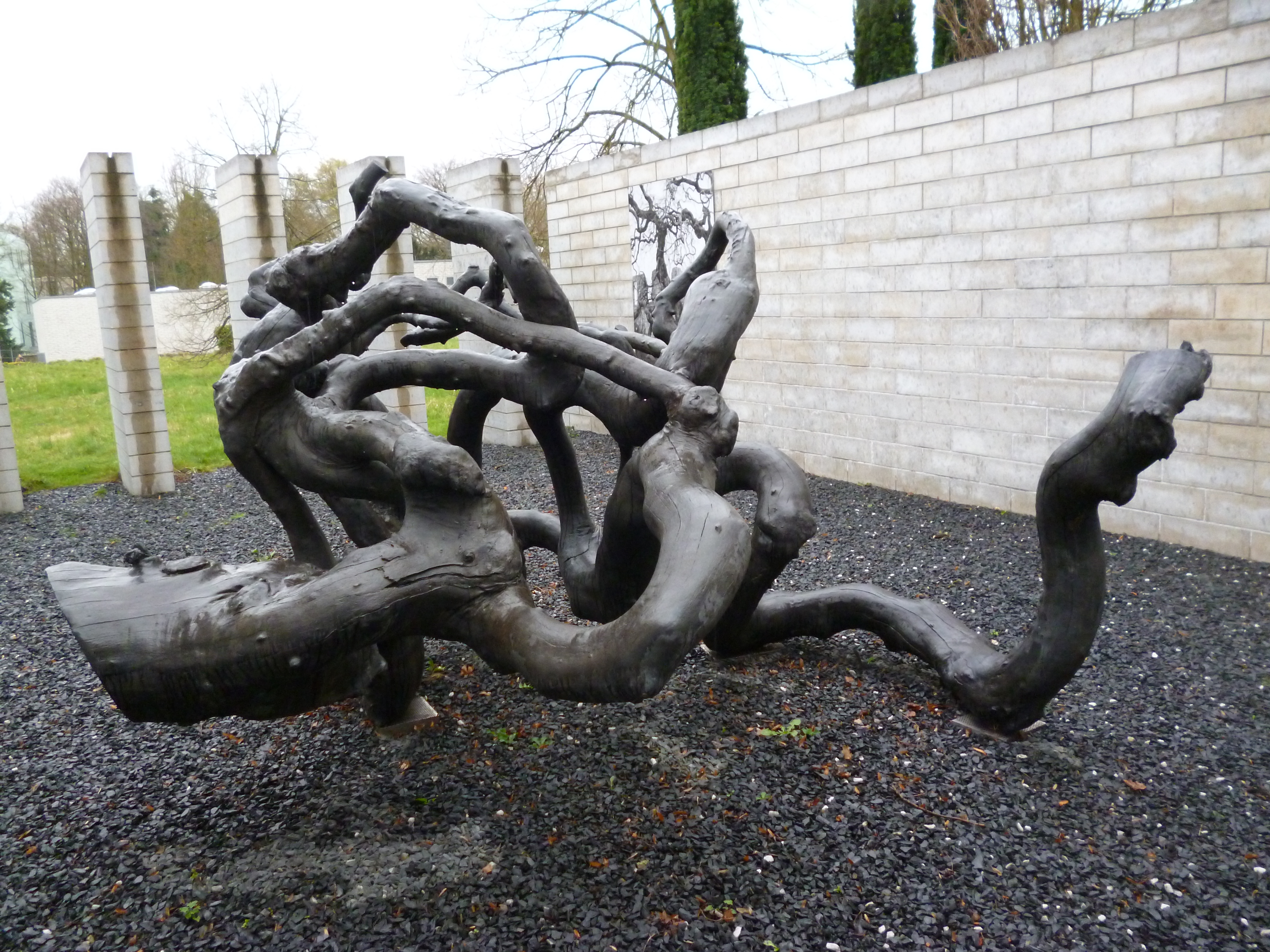
Bronzeguss der 1740 gepflanzten Süntelbuche aus dem angrenzenden Park von Haus Weitmar, 2000 durch Brandstiftung zerstört (Foto 2014)

Das Projekt wurde 1988–1990 auf Initiative von Alexander von Berswordt-Wallrabe in Erinnerung an den Gründungsordinarius des Kunstgeschichtlichen Instituts der Ruhr-Universität Bochum, Max Imdahl (1925–1988), errichtet. Die eigens für die Kunstwerke konzipierten Gebäudepavillons wurden von dem Architekten Peter Forth entworfen, welcher auch bei dem Bau der benachbarten Galerie m tätig war. Realisiert wurde die Situation Kunst nach dem Tod von Peter Forth durch die Architektengemeinschaft Schmiedeknecht-Krampe-Reiter. Die Gebäude entstanden auf dem Gelände einer ehemals an den Schlosspark angrenzenden Gärtnerei.
In den Gebäuden sind Gemälde, Zeichnungen, und skulpturale Objekte von Gotthard Graubner, Norbert Kricke, Arnulf Rainer und Jan Schoonhoven zu besichtigen. Einen Schwerpunkt der Anlage bilden die Environments von Richard Serra, Maria Nordman und David Rabinowitch.

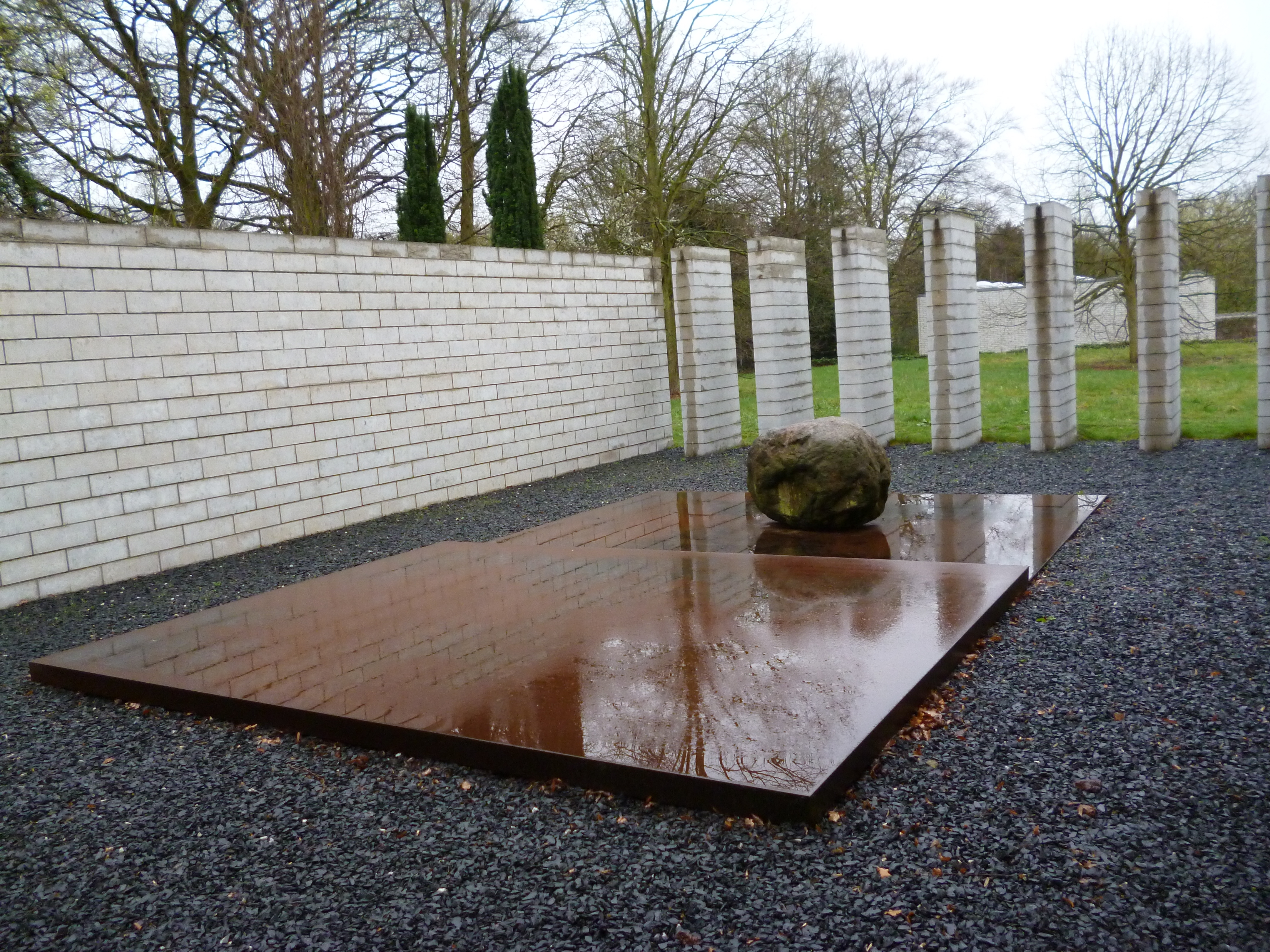
Installation Relatum - Response von Lee Ufan, 2004 (Foto 2014)

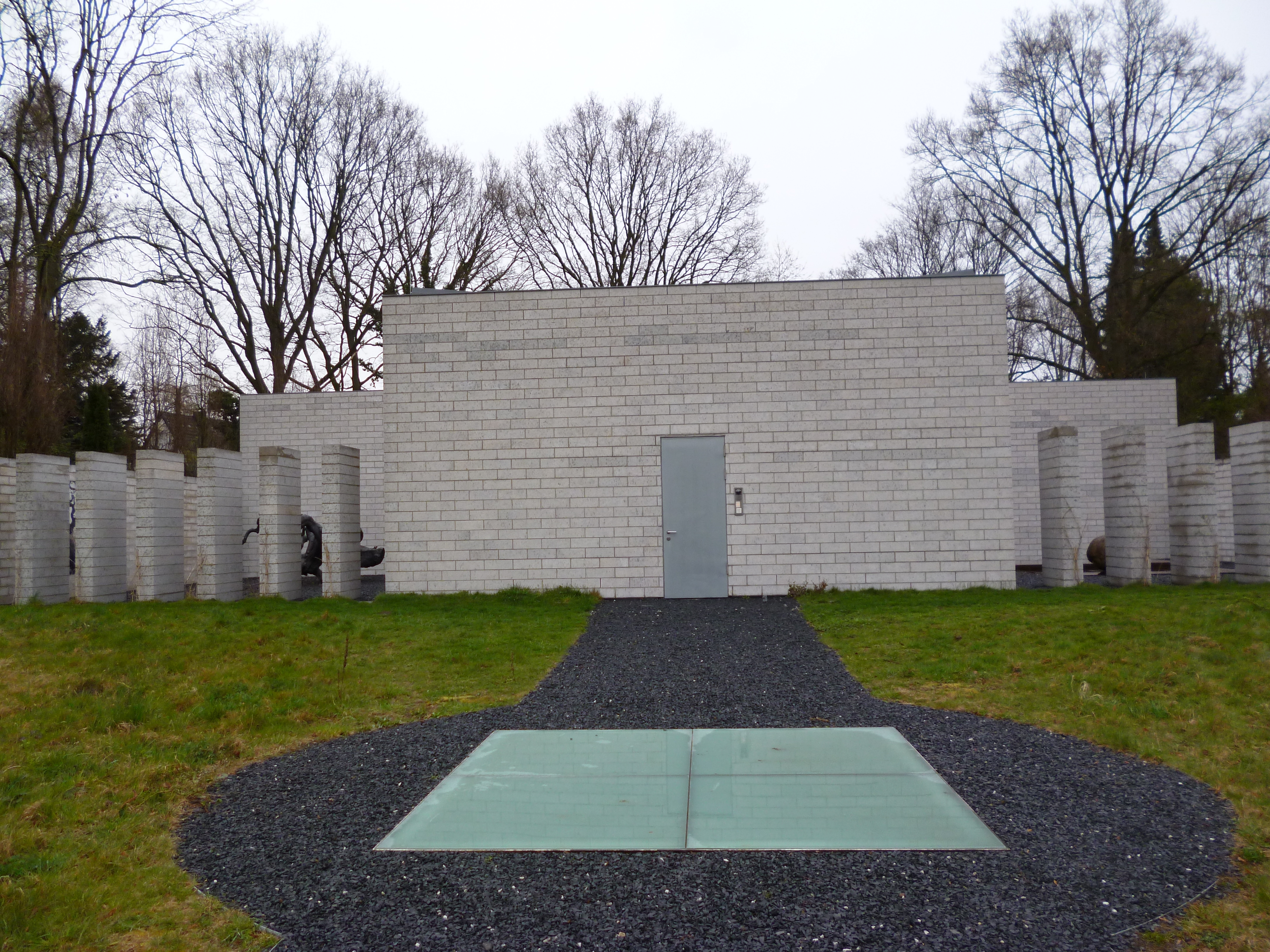
Erweiterungsbau, errichtet September 2006 (Foto 2014)

Situation Kunst (für Max Imdahl) wurde 1991 den Kunstsammlungen der Ruhr-Universität Bochum angegliedert. Im September 2006 wurden die Ausstellungsflächen von Situation Kunst mit der Errichtung eines neuen Gebäudes nahezu verdoppelt (bauliche Umsetzung: SOAN Architekten aus Bochum). Der neue, von Alexander und Silke von Berswordt-Wallrabe konzipierte Sammlungskomplex umfasst eine Licht-Raum-Installation von Gianni Colombo, zwei Neonskulpturen von Dan Flavin, malerische und skulpturale Arbeiten von Lee Ufan, eine Neon-Raum-Installation von François Morellet, Werke von Dirk Reinartz, Robert Ryman, Ad Reinhardt sowie weitere Arbeiten von Arnulf Rainer, Jan J. Schoonhoven und Richard Serra.
Daneben wurde die Sammlung der zeitgenössischen Kunst um außereuropäische Objekte vergangener Epochen erweitert. In einem eigenen Raum werden Bronze-, Stein- und Tonskulpturen der Nok, Sokoto, Esie, Benin, Ife und Tada präsentiert. Dieser Teil der Sammlung steht unter Schirmherrschaft des ehemaligen Botschafters der Bundesrepublik Nigeria in der Bundesrepublik Deutschland.
Ein weiterer Raum beherbergt eine Sammlung von Skulpturen, Keramiken und Thangkas aus Asien. Die Spannweite reicht dabei von neolithischen Keramiken und Jadearbeiten aus China über buddhistische und hinduistische Skulpturen der Khmer, Buddha-Statuen aus Thailand, China, Indien bis hin zu japanischen Holzskulpturen und tibetanischen Rollbildern (Thangkas).
Situation Kunst bewahrt außerdem das Archiv des wissenschaftlichen Nachlasses von Max Imdahl sowie ein umfangreiches Video-Archiv mit Feature-Filmen über Gegenwartskunst.

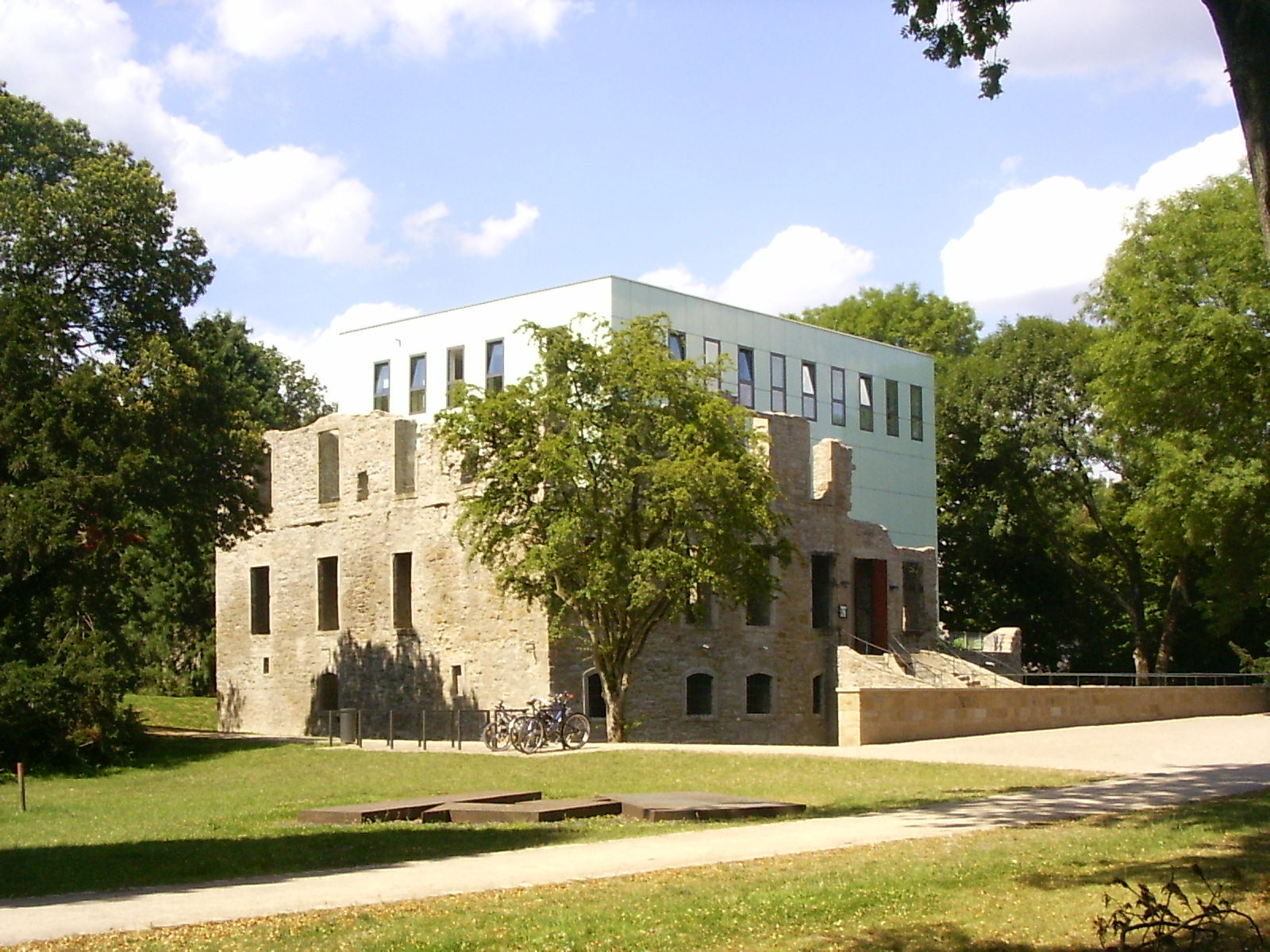
Kubus (Foto 2013)

Im Mai 2010 wurde ein weiteres Ausstellungs- und Veranstaltungsgebäude inmitten der Ruinen des im Zweiten Weltkrieg zerstörten Haus Weitmar fertiggestellt, der sogenannte Kubus. Dieser war ein Projekt im Rahmen der RUHR.2010 – Kulturhauptstadt Europas und wurde nach den Plänen der Architekten Pfeiffer, Ellermann und Preckel aus Münster errichtet.
Seither finden im Kubus Wechselausstellungen sowie wissenschaftliche und kulturelle Veranstaltungen statt. Das international und interdisziplinär ausgerichtete Programm wird im Wesentlichen von der „Stiftung Situation Kunst“ gestaltet, in Zusammenarbeit mit verschiedenen Instituten der Ruhr-Universität Bochum.

## Museum unter Tage

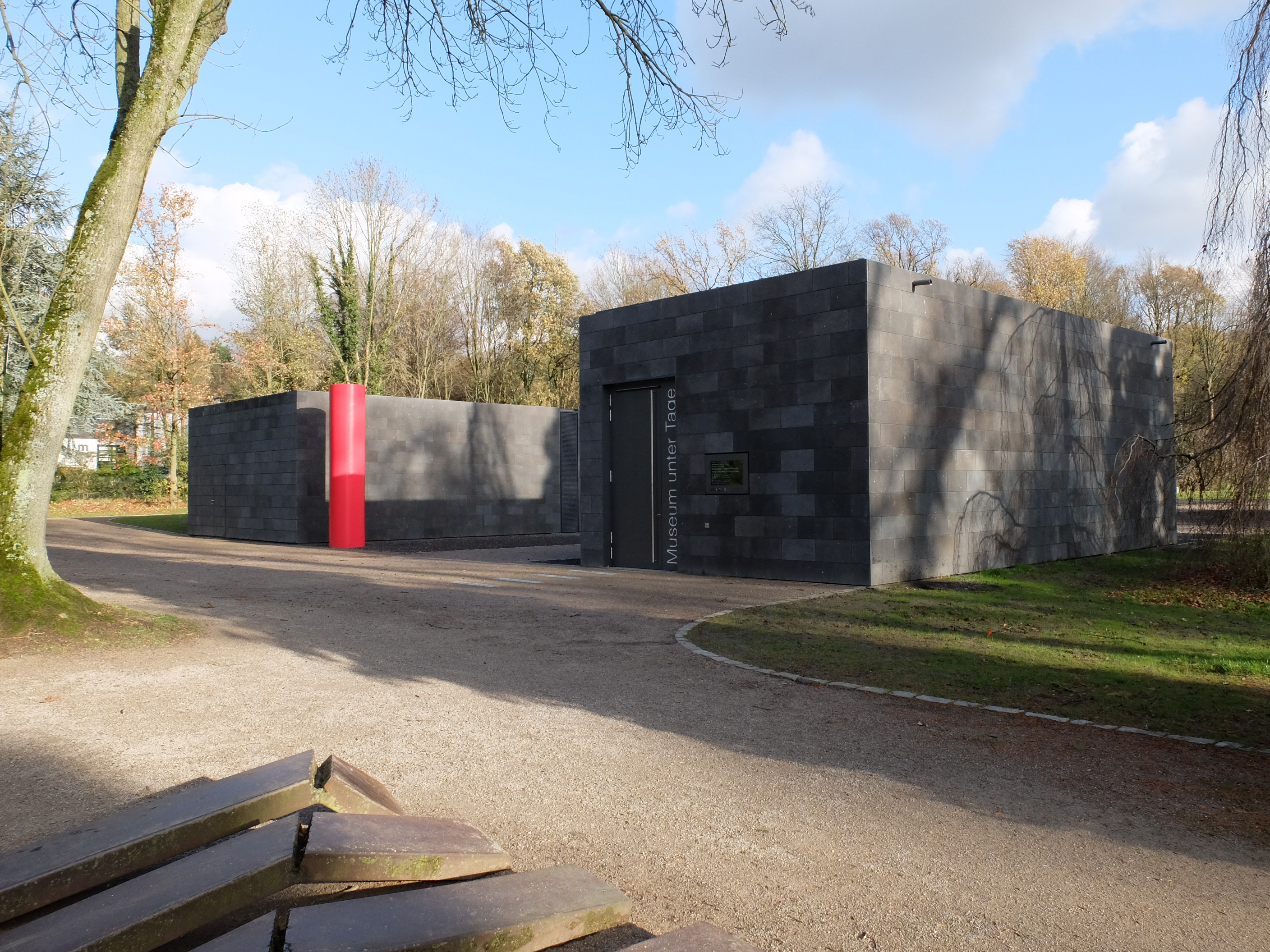
Eingang zum Museum unter Tage (Foto: 2015)

Zum 50. Geburtstag der Ruhr-Universität Bochum wurde das Museum unter Tage (MuT) 2015 realisiert. Es wurde landschaftsschonend unter der Erde erbaut und erfüllt zwei wesentliche Funktionen: Ein Drittel der Ausstellungsfläche soll für wegweisende Wechselausstellungen genutzt werden, die schon jetzt in Situation Kunst u. a. in Zusammenarbeit mit verschiedenen Instituten der RUB entwickelt und in aller Regel von hier aus bundes- bis europaweit in andere Museen auf Tournee geschickt werden. Zwei Drittel der Ausstellungsräume sollen dazu dienen, dauerhaft größte Teile des Konvolutes „Weltsichten“ zu präsentieren. Dieses umfasst etwa 350 überwiegend bedeutende Werke der Landschaftskunst seit dem 15. Jahrhundert, vom klassischen Ölgemälde bis zur raumfüllenden Video-Sound-Installation. In einer von Bochum ausgehenden Ausstellungsreihe wurde dieses Konvolut bereits in mehreren deutschen und internationalen Museen (darunter Kiel, Wiesbaden, Chemnitz, Cottbus, Maastricht) gezeigt.

## Management und Mission

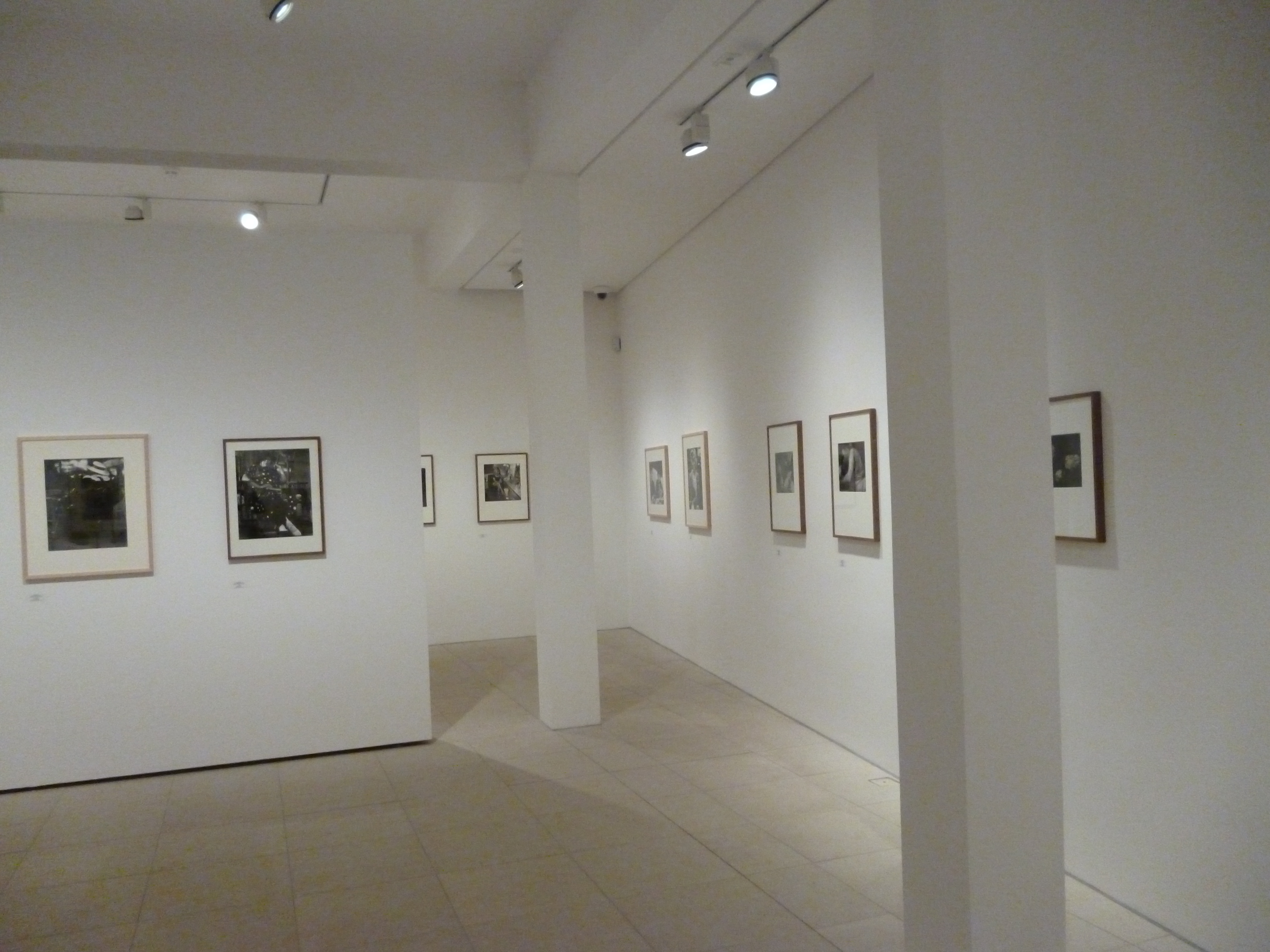
Ausstellungsraum im Kubus, Wechselausstellung März 2014

Das museale Ensemble wird vom Institut für Kunstgeschichte sowie seit 2006 insbesondere im Bereich der Wechselausstellungen und Sonderveranstaltungen von der gemeinnützigen Stiftung Situation Kunst als Teil der Kunstsammlungen der Ruhr-Universität Bochum betrieben. Der Förderverein Situation Kunst-Haus Weitmar e. V. unterstützt deren Projekte und Veranstaltungen, die zum einen der Ausbildung von Studierenden der Ruhr-Universität Bochum dienen und sich zum anderen an eine interessierte allgemeine Öffentlichkeit richten.

## Information für Besucher
Es gibt eine Präsenzbibliothek mit den Schwerpunkten afrikanische und asiatische Kunst vergangener Epochen und Gegenwartskunst.
Im Museum unter Tage finden Wechselausstellungen statt, begleitet von wissenschaftlichen und kulturellen Veranstaltungen. Das Programm wird im Wesentlichen von der Stiftung Situation Kunst in Zusammenarbeit mit verschiedenen Instituten der Ruhr-Universität Bochum gestaltet.